# Park Narodowy Springbrook
Springbrook (ang. Springbrook National Park) – park narodowy, położony w stanie Queensland w Australii, około 80 km na południe od miasta Brisbane.
Park jest częścią rezerwatu Gondwana Rainforests of Australia, wpisanego na listę światowego dziedzictwa UNESCO.